# Longstreet
Longstreet – wieś w Stanach Zjednoczonych, w stanie Luizjana, w parafii DeSoto.